# Егоров, Сергей Александрович (саватье)
Егоров, Сергей Александрович (1986 год) — российский боксёр-саватье. Неоднократный победитель чемпионатов России и мира по савату.
В детстве Сергей занимался восточными единоборствами, такими как ушу и карате, позже по приглашению друга начал заниматься французским боксом (саватом). Сергей участвовал в российских и международных соревнованиях в полный контакт («комба») и в легкий контакт («ассо»). Кроме этого, спортсмен обучался технике фехтования тростью («каном»). На протяжении спортивной карьеры Сергей Егоров достиг многих побед на ринге:
- Победитель Кубка мира по савату среди студентов 2005 «ассо» (Франция)
- Победитель первенств России по савату 2005, 2006 «комба»
- Серебряный призёр Кубка Средиземноморских стран по савату 2004 «комба» (Франция)
- Победитель матчевой встречи по савату 2004 <Франция √ Россия>
- Победа в рейтинговом бою 30.09.2005
- Первенство России по савату 2006 «комба»
- Кубок мира по савату среди студентов 2005 «ассо» (Лилль, Франция)
- Полуфинал Кубка Средиземноморских стран по савату 2004 «комба» (Требэ, Франция)
- Матчевая встреча Россия-Франция 2004
- Чемпион России по савату 2019 (ассо)
- Бронзовый призер чемпионата Европы по савату 2019 "ассо"(Генуя,Италия)

Сергей Егоров учился в Санкт-Петербургском колледже физической культуры и спорта, экономики и технологии. Служил в воздушно-десантных войсках, вёл педагогическую деятельность и принимал участие в съёмках фильмов.